# メディア・ファイブ
株式会社メディア・ファイブ（英: media5 Corporation.）は、埼玉県さいたま市浦和区に本社を置く、教育ソフトウェアメーカー。

## 沿革
- 1992年6月 - 埼玉県浦和市に教育ソフトウェア開発を目的としてメディア・ファイブを創業。
- 1993年11月 - 株式会社メディア・ファイブを設立。
- 1995年11月 - エデュカートリッジシステムで特許申請/商標登録。
- 1996年1月 - メディアファイブネットワークサービス開始。
- 1999年12月 - 小・中学生向け学習ソフト｢ELSA STEP シリーズ｣(全10タイトル)発売。
- 2002年1月 - 通信教育サービス事業開始。
- 2004年12月 - 「media5 Premier 資格試験サクセスシリーズ」発売。
- 2006年4月 - ナレッジマネジメント統合システム（後の統合経営システムグループウェア「則天」）が総務省所管の独立行政法人情報通信研究機構により通信・放送新規事業助成金プロジェクトに認定される。
- 2008年4月 - iモードメニューサイトコンテンツ『学びのたね』配信スタート。

## 主なソフトウェア
- マル合格資格奪取!シリーズ
- ナナミシリーズ
- グレコからの挑戦状!